# モルドバの都市の一覧

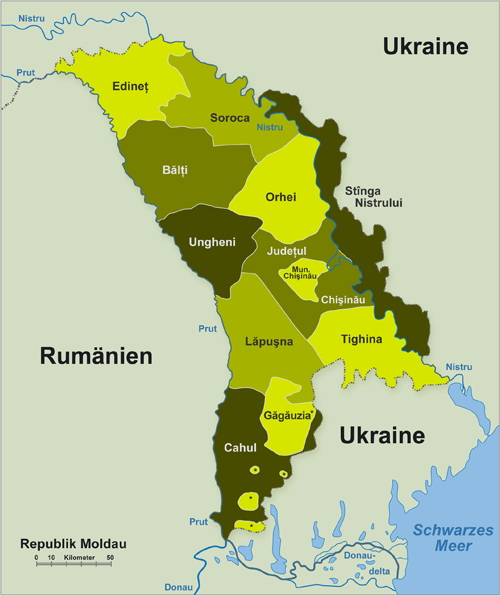
モルドバの地図Ⅰ
人口が過密している箇所毎に色分けされたもの

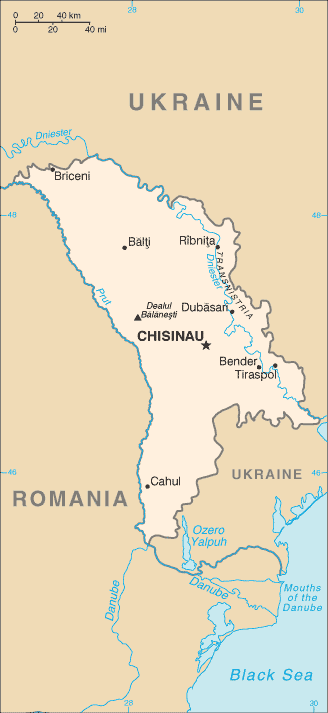
モルドバの地図Ⅱ
河川の位置を明確化させたもの

モルドバの都市の一覧を記す。

## 人口上位10都市(2004年)
| 順位 | 都市         | モルドバ語 | 人口    | 県                   |
| ---- | ------------ | ---------- | ------- | -------------------- |
| 1.   | キシナウ     | Chişinău   | 589,446 | キシナウ             |
| 2.   | ティラスポリ | Tiraspol   | 158,069 | 沿ドニエストル共和国 |
| 3.   | バルツィ     | Bălți      | 122,669 | バルツィ             |
| 4.   | ベンデル     | Bender     | 97,027  | 沿ドニエストル共和国 |
| 5.   | ルィブニツァ | Rîbnița    | 53,648  | 沿ドニエストル共和国 |
| 6.   | カグル       | Cahul      | 41,100  | カフ県               |
| 7.   | ウンゲニ     | Ungheni    | 38,400  | ウンゲニ県           |
| 8.   | ソロカ       | Soroca     | 37,500  | ソロカ県             |
| 9.   | オルゲイ     | Orhei      | 33,500  | オルゲイ県           |
| 10.  | ドゥベサリ   | Dubăsari   | 28,500  | 沿ドニエストル共和国 |

## その他の都市
- トゥドラ（Tudora）
- チリシリヤ（Cimislia）
- インディア（India）
- コステシュティ（Costesti）
- ストラセニ（Străşeni）
- ドラツィア（Drochia）
- エディネト（EDINET）
- チャウセニ（Căuşeni）
- ドゥレシュティ（Durleşti）
- ファレシュティ（Făleşti）
- ヒンチシュティ（Hînceşti）
- バドゥ・ルイ・ボダ（英語版）（Vadul lui Vodă）
- オクニツァ（ロシア語版、ウクライナ語版）（Oknitsa）
- コムラト（Comrat）